# Freidank
Freidank (nebo Vrîdanc či Vrîgedanc; ? – 1233? Kaisheim) byl klerik (tzv. clerici vagantes), pocházající nejspíše ze Švábska či Alsaska. Jeho datum narození není znám; předpokládá se však, že se narodil na konci 12. století. V letech 1228–1229 se pravděpodobně zúčastnil páté křížové výpravy v družině Fridricha II. Štaufského. Rok úmrtí je vyvozen z kaisheimských análů.

## Život
Rekonstrukce Freidankova života sestává z pouhých hypotéz. Z jazykové analýza jeho díla Bescheidenheit vyplývá, že pocházel z alemansko-jihoněmecké jazykové oblasti. Avšak zda žil poutním životem a literární činností si jen přivydělával, není zcela jasné.

I přestože Freidankova účast na páté křížové výpravě není písemně doložena, se zdá díky frázím, obsaženým v jeho díle, jako velmi pravděpodobná. Účastí na ní mohl procestovat Jeruzalém, Akkon a Jaffu.

Jeho současníky (např. Rudolfem z Emsu) je několikrát zmíněn. V kasiheimských análech nalázáme k roku 1235 zmínku o úmrtí jakéhosi Fridancus magister v tamějším cisteriáckém klášteře, jehož osoba je s Freidankem za určitých okolností identická.

## Galerie

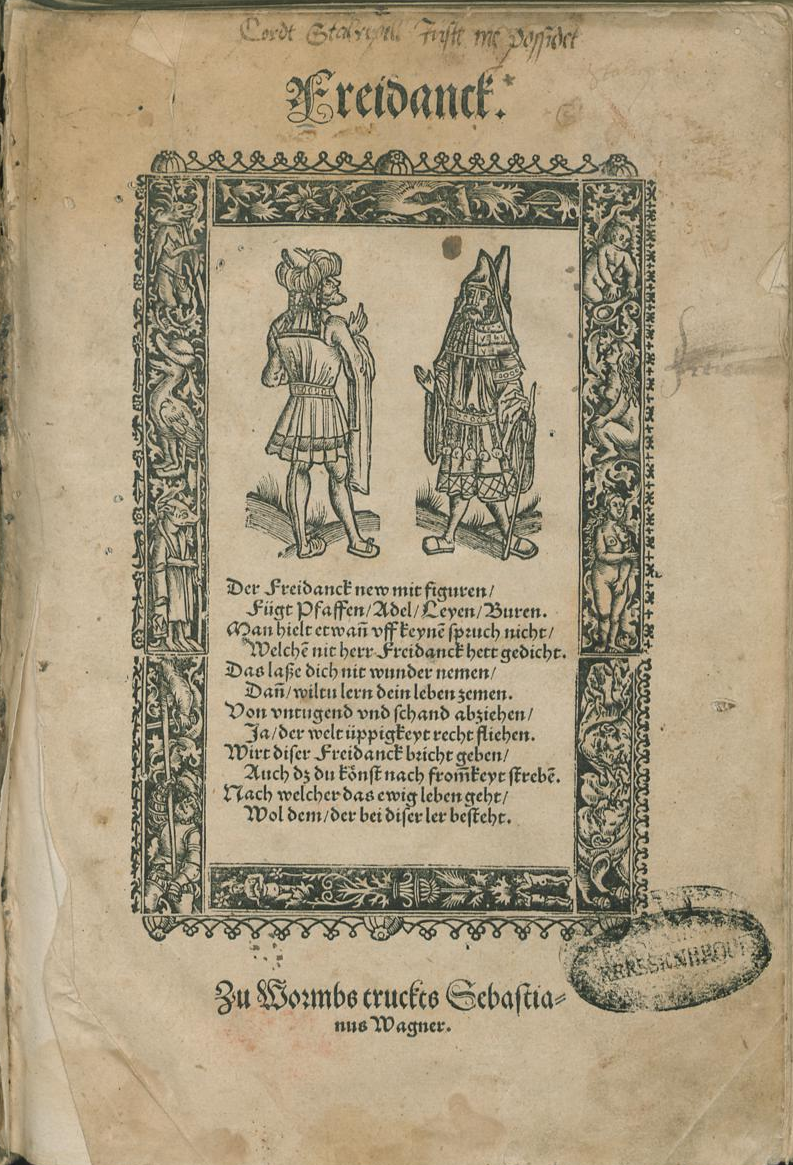
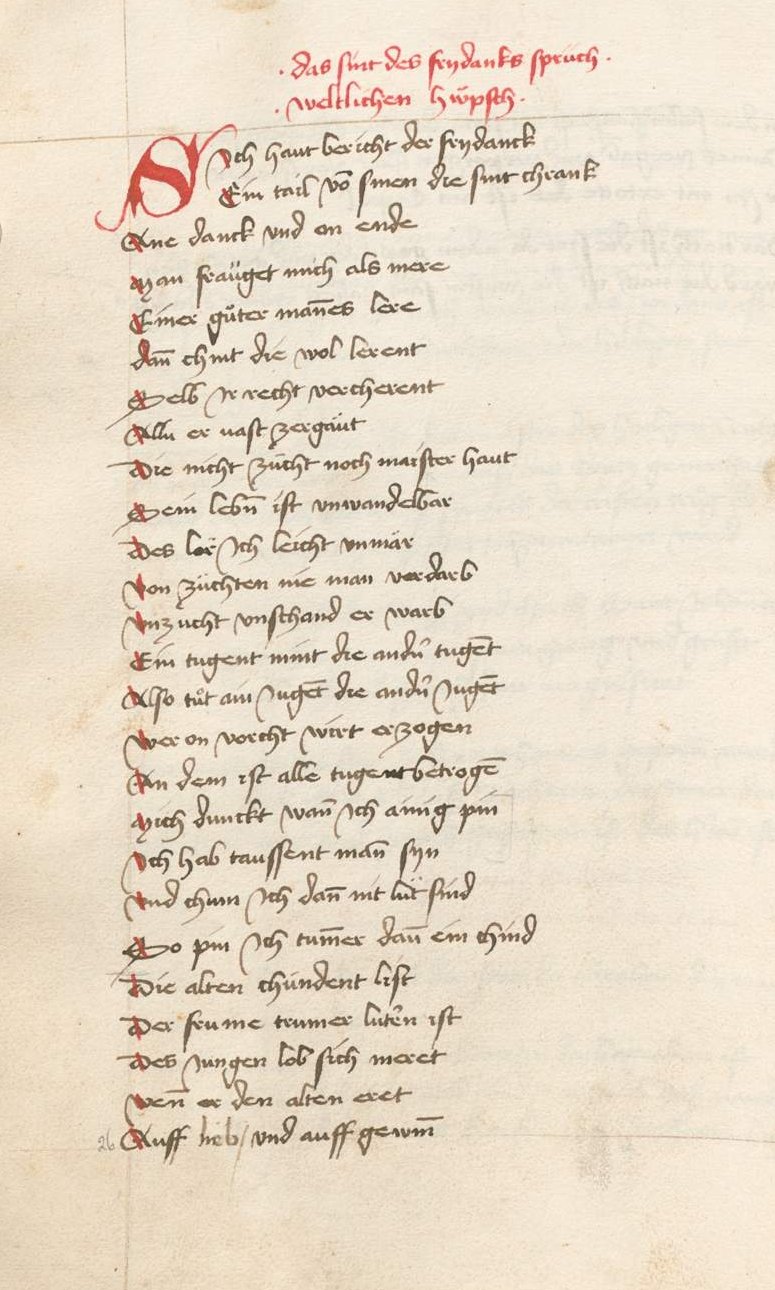

## Dílo
Freidankovo dílo, psané ve střední horní němčině, s názvem Bescheidenheit (česky Skromnost) vzniklo někdy mezi lety 1215 a 1230. Jedná se o sbírku rýmovaných rčení, jež se v 53 tematických celcích o bezmála 4700 verších kriticky zabývají normami života v 1. polovině 12. století (zejm. dvorským životem). Obdobná tematika je v literatuře otvírána až začátkem 16. století. Autor důvěrně znal jak text Bible, tak patristiku i ranou scholastiku. Autorova politická orientace z důvodu absence zdrojů o jeho donátorech není objasněna. Freidankovy verše zůstaly velice populární až do 16. století, kdy bylo vydáno jejich přepracované vydání s názvem Der Freidank od Sebastiana Branta (1508). Došlo taktéž k jejich překladu do latiny a byly vydány pod názvem Fridangi Discretio.